# يوسف ممدعلييف
يوسف حيدر ممدعلييف (1905 م- 1961 م) كيميائي أذربيجاني ذو شهرة عالمية. أحد مؤسسي أكاديمية العلوم الوطنية الأذربيجانية (1945 م)، وعضو عامل بها، وعضو بالهيئة الرئاسية للأكاديمية (1945 م). تولى منصب رئيس
1951)، وعامي (1958 م - 1961 م)، ومنصب السكرتير العلمي لقسم الفيزياء والكمياء والبترول بالأكاديمية في الفترة - أكاديمية العلوم الوطنية الأذربيجانية في الفترة بين عامي (1947
1954)، ومنصب رئيس جامعة أذربيجان الحكومية فيما بين عامي (1954 م - 1958 م). منسق كل من مرصد الفيزياء الفلكية، وصندوق الوثائق، ومركز «سومقاييت» - بين عامي (1951 العلمي للكمياء، ومجمع «نفتالان» العلاجي. مؤسس المدرسة العلمية للبتروكيماويات في أذربيجان. مخترع الوقود السائل للصواريخ الإستراتيجية، والبنزين عالي الأوكتين الذي لعب دورا
مهمة في مصير الحرب العالمية الثانية، وكذلك وقود الطائرات المستخدم في إرسال أول قمر اصطناعي إلى الفضاء، ومنسق الإنتاج على المستوى الصناعي. حاصل على جائزة الدولة
للاتحاد السوفيتي عام (1946 م).